# Mongone
Mongone est un village du Sénégal situé en Basse-Casamance. Il fait partie de la communauté rurale de Djinaky, dans l'arrondissement de Kataba 1, le département de Bignona et la région de Ziguinchor, et est voisin de Brikamanding au sud.
Lors du dernier recensement (2002), le village comptait 306 habitants et 43 ménages.